# Impossible Whopper
El Impossible Whopper es una hamburguesa vegetariana vendida por Burger King. Es una variante del Whopper, con una hamburguesa elaborada a partir de una alternativa a la carne proporcionada por Impossible Foods. Fue introducido por primera vez en los Estados Unidos en 2019 y se puso a disposición en Canadá en 2021.
Por defecto, el Impossible Whopper lleva tomate, lechuga, mayonesa, kétchup, pepinillos y cebolla; los clientes pueden pedir que se añadan o eliminen ingredientes. Se puede pedir con queso. Generalmente se cocina en la misma parrilla que las hamburguesas de carne, aunque los clientes pueden solicitar que se cocine por separado.
Las opiniones de los clientes varían sobre cuán similar es el Impossible Whopper al Whopper de carne. Los críticos han elogiado los beneficios ambientales del burger en comparación con el Whopper de carne.

## Desarrollo y lanzamiento inicial
El Impossible Whopper fue lanzado en 2019. Burger King ya vendía otras hamburguesas vegetarianas antes de este, pero no estaban diseñadas para ser tan similares a la carne como el Impossible Whopper. Burger King consideró vender una hamburguesa de Beyond Meat, pero finalmente optó por Impossible Foods.
En el desarrollo de la hamburguesa, Impossible Foods usó la misma receta que sus otros productos (su Impossible Burger salió en 2016), pero rediseñó las hamburguesas para que coincidieran con la forma del Whopper regular y encajaran en el mismo pan. La fábrica de Impossible Foods en Oakland, California, añadió una línea de producción adicional específicamente para los Impossible Whoppers. Burger King comenzó a probar el nuevo burger en abril de 2019 en 59 ubicaciones en y alrededor de San Luis, Misuri. Este lanzamiento inicial estuvo acompañado de un video promocional temático de Día de los Inocentes el 1 de abril de 2019. Ese mes, los restaurantes de Burger King en San Luis vieron un aumento en el tráfico peatonal, superando el promedio nacional de Burger King en un 18,5%, según una firma de investigación de mercado. En mayo de 2019, la prueba se expandió a cuatro ciudades.

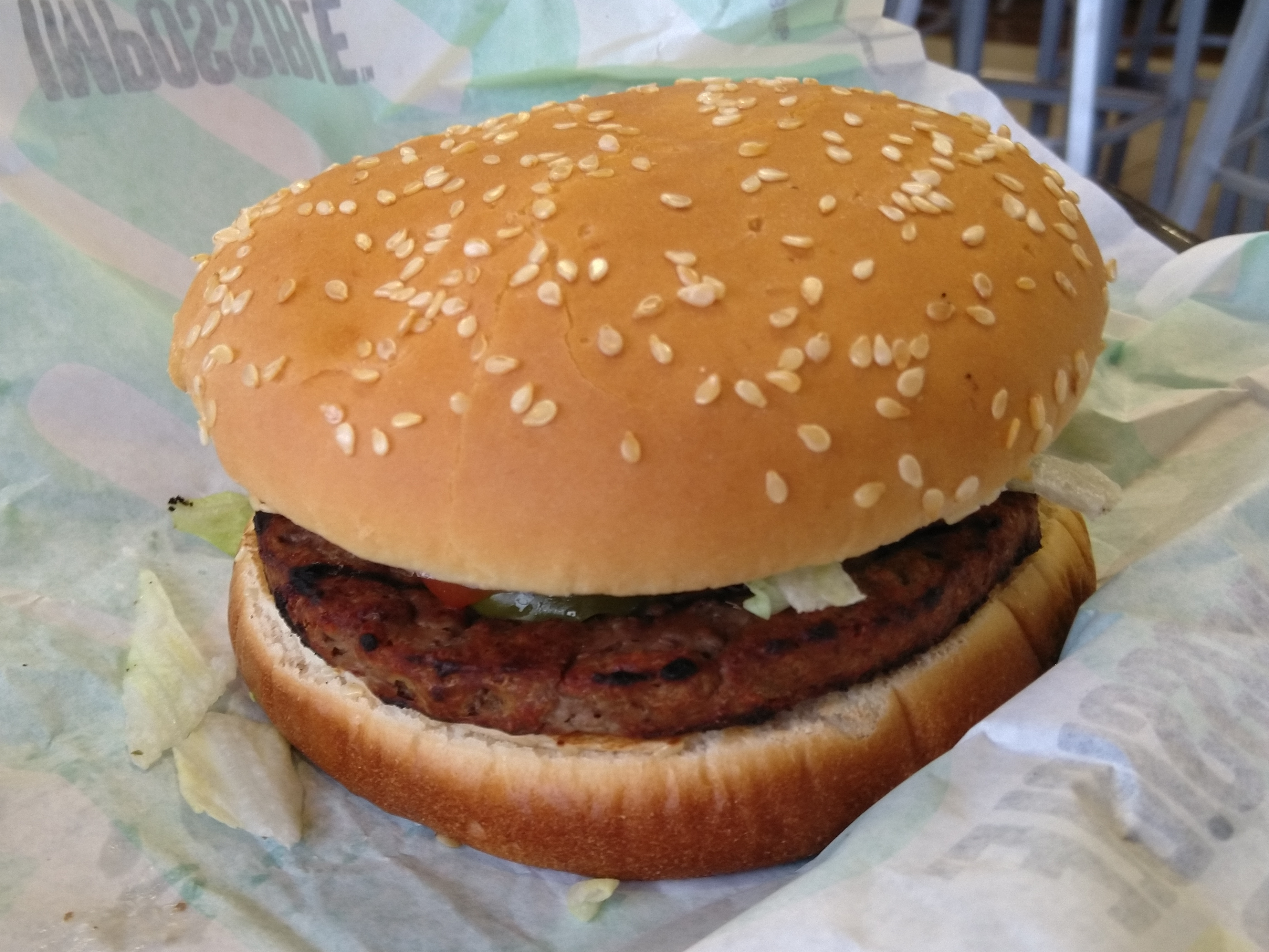
Un Impossible Whopper fotografiado en septiembre de 2019

En agosto de 2019, el Impossible Whopper estuvo disponible a nivel nacional, inicialmente como una prueba de tiempo limitado. Su precio fue de $5,59, mientras que el Whopper regular costaba aproximadamente $1 menos. Se comercializó como «100% Whopper, 0% carne». Como parte del lanzamiento, Burger King ofreció una caja de prueba de sabor: los clientes podían pagar $7 para recibir tanto un Whopper regular como un Impossible Whopper a través de DoorDash.
El ejecutivo de Burger King, Chris Finazzo, dijo que la nueva hamburguesa había «atraído nuevos clientes al restaurante», y Jose Cil, el CEO de la empresa matriz de Burger King, Restaurant Brands International, afirmó que podría «ser parte del menú de Burger King a largo plazo». En octubre de 2019, Restaurant Brands International reportó un fuerte crecimiento en las ventas, atribuido a la popularidad del Impossible Whopper. La hamburguesa permaneció en el menú de Burger King y aún estaba disponible a finales de 2022. A 2024, el Impossible Whopper sigue disponible.
La introducción de la hamburguesa se vio como una señal prometedora para el futuro de la industria de alternativas a la carne. Cuando se probó por primera vez en San Luis, The New York Times informó que si Burger King comenzaba a venderlo en todo Estados Unidos, esto «más que duplicaría el número total de ubicaciones donde están disponibles las hamburguesas de Impossible». The Guardian escribió que el «revuelo» del lanzamiento de agosto de 2019 «habría sido inimaginable» una década antes. Eric Bohl, un lobista de la industria cárnica, calificó a la hamburguesa como una llamada de atención para su industria, destacando cuán similar era el Impossible Whopper a una hamburguesa de carne.
Burger King expandió el Impossible Whopper a Canadá en 2021, primero en Ontario en marzo y luego a nivel nacional en abril. En Europa, Burger King introdujo una hamburguesa vegetariana diferente en 2019: el Rebel Whopper, que no está fabricado por Impossible Foods.

## Comparación con el Whopper regular

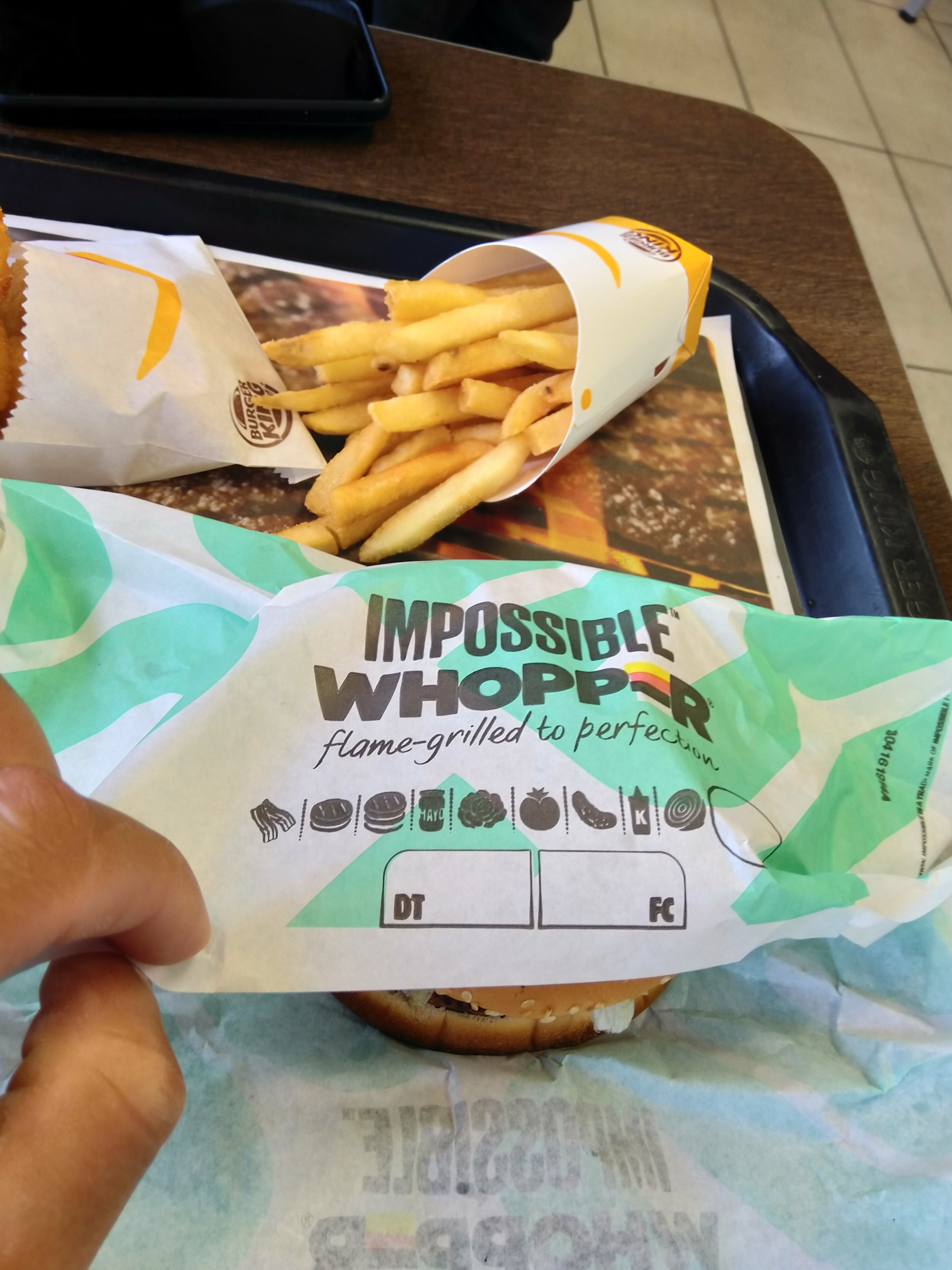
Impossible Whopper en empaque con guarniciones

El ejecutivo de Burger King, Fernando Machado, dijo que en pruebas de sabor, los empleados y clientes no podían distinguir entre el Impossible Whopper y un Whopper de carne regular. Ambos tipos de Whoppers usan el mismo pan y la misma preparación por parte del personal del restaurante. El Impossible Whopper se envuelve en un empaque distintivo que dice «Impossible Whopper». Es más caro que un Whopper regular, con una diferencia de precio de aproximadamente $1 o $2.
En términos de nutrición, el Impossible Whopper tiene una cantidad similar de proteína al Whopper regular, pero menos grasa, ligeramente menos grasa saturada, ligeramente menos calorías y mucho menos colesterol; también tiene un poco más de sodio. La nutricionista Mhairi Brown dijo: «Es difícil decir cuál es más saludable, porque al final sabemos que una hamburguesa no es una opción saludable». En lugar de carne de vacuno, la hamburguesa del Impossible Whopper está hecha de ingredientes que incluyen proteína de soja, proteína de patata, aceite de coco, aceite de girasol, leghemoglobina de soja (que contiene hemo) y metilcelulosa. Un crítico del Tampa Bay Times mencionó que no contiene los antibióticos ni las hormonas que a menudo se usan en la producción de carne de vacuno.
Los críticos comentaron que el Impossible Whopper es más respetuoso con el medio ambiente que el Whopper regular. Según el Tampa Bay Times, utiliza un 95% menos de tierra y un 74% menos de agua y genera un 87% menos de emisiones.

## Recepción

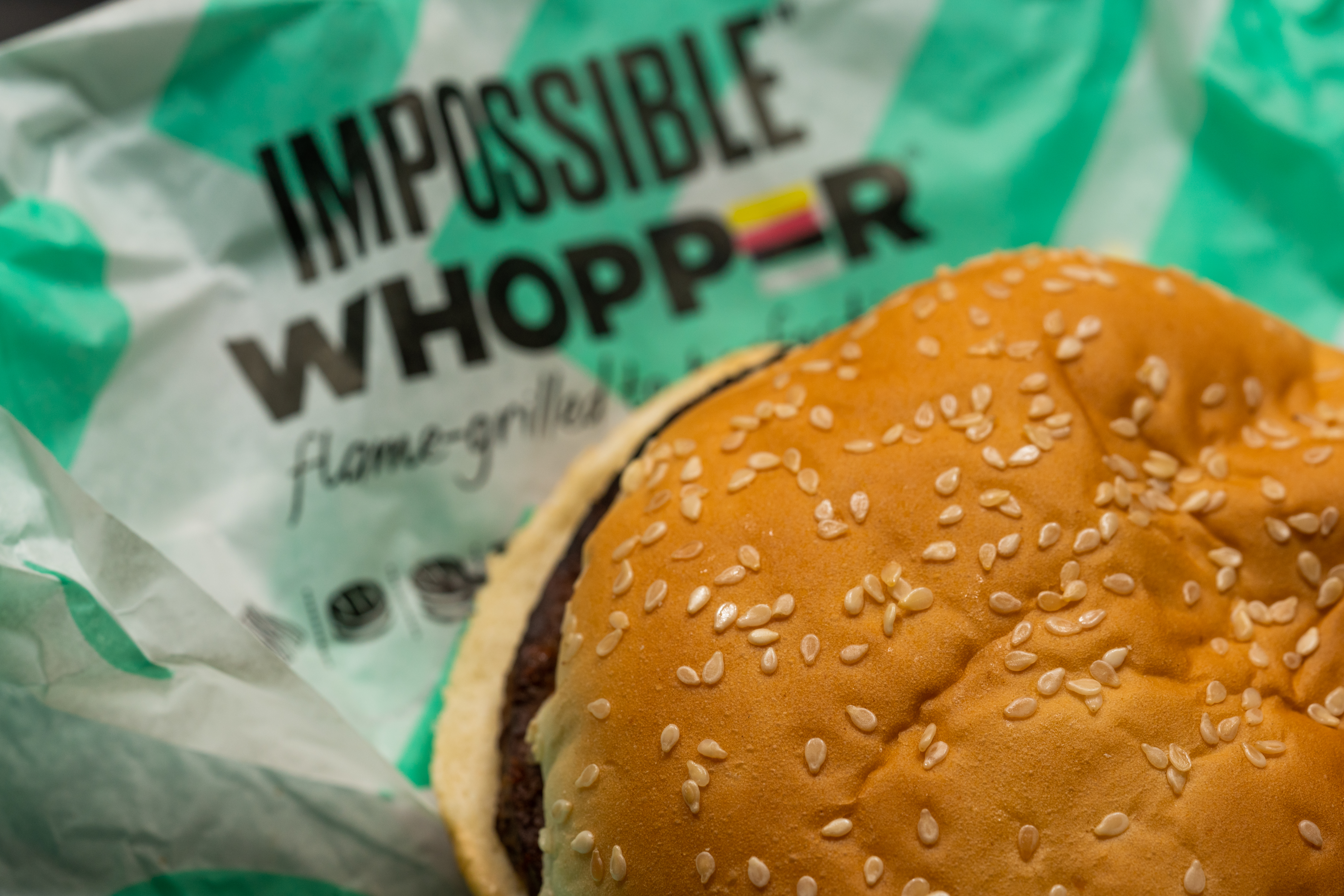
Impossible Whopper y su empaque

Las opiniones de los clientes varían sobre cuán similar es el Impossible Whopper al Whopper regular; algunos dicen que es casi idéntico, otros piensan que no se parece en nada. Algunos críticos encontraron que la textura es similar, mientras que otros encontraron que el Impossible Whopper era seco o carecía de la textura desmenuzable de la carne. Los críticos de Foodology encontraron que «realmente no podían notar la diferencia en absoluto».
Megan Schaltegger de Delish encontró que la hamburguesa sabía «casi idéntica a un Whopper original», diciendo que revisó su recibo para asegurarse de que realmente no era carne. El lobista de la industria cárnica, Eric Bohl, dijo de manera similar: «Si no supiera lo que estaba comiendo, no tendría idea de que no era carne». Zachary Fagenson del Miami New Times afirmó que el sabor y la textura de la hamburguesa eran muy similares al Whopper regular y elogió a Burger King por ofrecer una alternativa respetuosa con el medio ambiente a la carne. Otra crítica positiva vino de Antonio Villas-Boas escribiendo para Business Insider, quien dijo que aunque el Impossible Whopper no era tan bueno como el Whopper regular, era mejor que la mayoría de las hamburguesas vegetarianas. A pesar de ser carnívoro, Villas-Boas continuó comprando el Impossible Whopper, diciendo que «reducir la cantidad de carne en mi dieta solo puede ser algo bueno».
Escribiendo para The Washington Post, Tim Carman dijo que la hamburguesa del Impossible Whopper es más sabrosa que la hamburguesa de carne tradicional porque el estándar está extremadamente bajo. Concluyó: «El producto es lo suficientemente cercano a la carne como para que tu cerebro esté dispuesto a llenar el resto de los sabores, incluso si en algún lugar en los oscuros recovecos de tu corteza cerebral, sabes que todo es una mentira». Adam Bible de Eat This, Not That escribió que la hamburguesa era «buena, casi genial». Estaba impresionado por el sabor similar a la carne de la hamburguesa, pero cuando probó un Whopper regular junto a ella, encontró que el Impossible Whopper palidecía en comparación. De manera similar, Christopher Spata del Tampa Bay Times dijo que comer las dos versiones juntas hacía que el Impossible Whopper se sintiera inadecuado.
Alison Cook del Houston Chronicle dijo que aunque la hamburguesa difería del Whopper regular en sabor y textura, esto no importaba demasiado debido a los abundantes condimentos de la hamburguesa. La llamó «una experiencia similar a una hamburguesa» más que una hamburguesa, y le dio una calificación de D+ en comparación con la C− del Whopper regular. Adam Rothbarth de Thrillist dijo de manera similar que los condimentos eran la principal fuente de sabor en comparación con la hamburguesa en sí, algo que, según la revisión del Impossible Whopper de Tim Carman, también es cierto para el Whopper regular. Rothbarth encontró que la hamburguesa sabía muy parecido a un Whopper regular, pero que «la pregunta no debería ser si sabe como un Whopper (lo hace), debería ser si sabe bien (no especialmente)». Rothbarth y Chris Albrecht de The Spoon dijeron que la interpretación de Burger King no era tan buena como las versiones del Impossible Burger de otros restaurantes. Sin embargo, Rothbarth expresó su aprobación por la decisión de Burger King de introducir el Impossible Whopper.
El bloguero gastronómico Matt Taylor dijo que la hamburguesa «no sabía exactamente como carne, pero bastante similar»; concluyó que no era tan buena como un Whopper de carne, pero que algunos consumidores podrían no notar la diferencia. Chris Albrecht de The Spoon dijo que era buena pero «definitivamente no engañaría a un comedor de carne», concluyendo que la pediría de nuevo en el futuro por razones ambientales. Tanto Taylor como Albrecht comentaron que la forma de la hamburguesa parecía demasiado perfecta. Alison Cook del Houston Chronicle señaló de manera similar que el borde de la hamburguesa Impossible es recto, mientras que el borde de la hamburguesa de carne es irregular, y Zachary Fagenson del Miami New Times dijo que era «un círculo casi perfecto con ángulos rectos en sus bordes».
Dos críticos de The Diamondback calificaron al Impossible Whopper de insípido. Uno lo llamó una «opción sólida sin carne», mientras que el otro concluyó que, como el Whopper regular, tiene la característica baja calidad de la comida rápida.
Un crítico del Tampa Bay Times encontró que el Impossible Whopper era mejor que el Whopper regular, diciendo que la hamburguesa de base vegetal sabía como carne, mientras que la hamburguesa de carne era demasiado grasosa y tenía un pan empapado.

## Opciones vegetarianas y veganas y contaminación cruzada
El Impossible Whopper se prepara con mayonesa y se cocina en la misma parrilla que todas las demás hamburguesas. Como tal, no es estrictamente vegetariano ni vegano por defecto. Los clientes que deseen evitar la contaminación cruzada con productos cárnicos pueden pedir que se prepare por separado, en un horno o microondas en lugar de en la parrilla. Los clientes que deseen hacerlo vegano pueden pedir que no se incluya mayonesa.
La hamburguesa no se comercializa como vegetariana, y está dirigida principalmente a clientes que desean reducir su consumo de productos animales pero no son estrictamente vegetarianos o veganos. Cuando Burger King aún estaba considerando introducir la hamburguesa, su jefe en América del Norte, Chris Finazzo, dijo que le sorprendió saber que gran parte de la demanda de sustitutos de carne proviene de flexitarianos. Burger King también ha dicho que algunos veganos no están preocupados por la contaminación cruzada al cocinar alimentos en la misma parrilla que productos cárnicos.

### Demanda
En noviembre de 2019, un cliente llamado Phillip Williams demandó a Burger King en una demanda colectiva después de comprar un Impossible Whopper sin saber que se cocinaba en la misma parrilla que las hamburguesas de carne. Williams, que es vegano, compró la hamburguesa en un autoservicio en Atlanta y dijo que no la habría comprado si hubiera sabido que estaba «contaminada con subproductos de carne». Además de daños, pidió una orden judicial para obligar a Burger King a «divulgar claramente» que las diferentes hamburguesas se cocinan en la misma parrilla. Williams se unió a otros seis demandantes y presentó la demanda en Miami, donde tiene su sede Burger King, en el Tribunal de Distrito de los Estados Unidos para el Distrito Sur de Florida. En julio de 2020, la demanda fue desestimada por el juez de distrito Raag Singhal, quien dijo que los demandantes no representaban una clase válida, que no lograron demostrar que fueron engañados para pagar un precio más alto por la hamburguesa y que «Burger King prometió una hamburguesa sin carne y la entregó».